# San Antonio Tres Picos
San Antonio Tres Picos är en ort i Mexiko.   Den ligger i kommunen Amatán och delstaten Chiapas, i den sydöstra delen av landet, 700 km öster om huvudstaden Mexico City. San Antonio Tres Picos ligger 706 meter över havet och antalet invånare är 929.
Terrängen runt San Antonio Tres Picos är bergig åt sydväst, men åt nordost är den kuperad. Runt San Antonio Tres Picos är det ganska tätbefolkat, med 80 invånare per kvadratkilometer. Närmaste större samhälle är Amatán, 7,2 km nordost om San Antonio Tres Picos. I omgivningarna runt San Antonio Tres Picos växer i huvudsak städsegrön lövskog.